# Była sobie Ziemia
Była sobie Ziemia (fr. Il Etait Une Fois... Notre Terre, ang. Once Upon a Time... Planet Earth, 2008) – serial animowany z cyklu „Było sobie...” produkcji francuskiej wyprodukowany w roku 2008 dla France 3. Nadawany w 26 odcinkach po 25 minut. Twórcą filmu jest Albert Barillé. Jest ostatnią produkcją przy której miał udział Albert Barillé.
26-odcinkowa seria została wydana w Polsce na DVD. Od 11 grudnia 2011 roku serial był emitowany również na kanale TVP1, następnie na TVP ABC oraz Da Vinci Learning.

## Obsada
- Roger Carel –
  - Mistrz,
  - Pierre
- Annie Balestra –
  - Roxy,
  - Psi
- Oliver Destrez – Pierrot

## Wersja polska
Wersja polska: Master Film na zlecenie wydawcy Hippocampus

Reżyseria: Agata Gawrońska-Bauman

Dialogi:
- Joanna Klimkiewicz (odc. 1-13),
- Halina Wodiczko (odc. 14-26)

Dźwięk:
- Jacek Osławski (odc. 1-6, 8-26),
- Mateusz Michniewicz (odc. 7)

Montaż:
- Jacek Osławski (odc. 1-6, 8-26),
- Paweł Siwiec (odc. 7)

Kierownictwo produkcji:
- Agnieszka Wiśniowska (odc. 1-19),
- Dariusz Falana (odc. 20-26)

Opracowanie muzyczne: Piotr Gogol

Wystąpili:
- Stanisław Brudny – Mistrz
- Joanna Budniok-Feliks – Psi
- Joanna Pach – Roxy
- Waldemar Barwiński – Pierrot
- Wojciech Paszkowski – Teigneaux
- Janusz Wituch – Nabot
- Cezary Kwieciński – Gros

oraz
- Barbara Kałużna
- Julia Kołakowska
- Agnieszka Fajlhauer
- Klaudiusz Kaufmann
- Łukasz Lewandowski
- Andrzej Chudy
- Karol Wróblewski
- Mirosław Wieprzewski
- Leszek Zduń
- Mieczysław Morański

i inni

## Spis odcinków
| N/o | Polski tytuł                           | Francuski tytuł                     |
| --- | -------------------------------------- | ----------------------------------- |
|     |                                        |                                     |
| 01  | Strażnicy Ziemi                        | Les héritiers de la planète         |
|     |                                        |                                     |
| 02  | Klimat (1): Na dalekiej północy        | Climat : le grand nord              |
|     |                                        |                                     |
| 03  | Woda w Indiach                         | L’eau précieuse en Inde             |
|     |                                        |                                     |
| 04  | Cenna woda Sahary                      | L’eau précieuse du Sahel            |
|     |                                        |                                     |
| 05  | Puszcza amazońska                      | La forêt amazonienne                |
|     |                                        |                                     |
| 06  | Źródła energii                         | Nos énergies s’épuisent             |
|     |                                        |                                     |
| 07  | Sprawiedliwy handel                    | Le commerce équitable               |
|     |                                        |                                     |
| 08  | Morskie śmietnisko                     | La mer poubelle                     |
|     |                                        |                                     |
| 09  | Ekosystemy                             | Les écosystèmes                     |
|     |                                        |                                     |
| 10  | Cenna woda na Ziemi                    | L’eau précieuse dans le monde       |
|     |                                        |                                     |
| 11  | Bieda                                  | La pauvreté dans le monde           |
|     |                                        |                                     |
| 12  | Lasy świata                            | Forêts du monde                     |
|     |                                        |                                     |
| 13  | Wyniszczające połowy                   | La pêche abusive                    |
|     |                                        |                                     |
| 14  | Klimat (2): Początki                   | Climat : origines                   |
|     |                                        |                                     |
| 15  | Rolnictwo                              | L’agriculture                       |
|     |                                        |                                     |
| 16  | Różnorodność w przyrodzie              | La biodiversité                     |
|     |                                        |                                     |
| 17  | Klimat (3): Skutki ocieplenia          | Climat, les effets                  |
|     |                                        |                                     |
| 18  | Recykling                              | Le recyclage                        |
|     |                                        |                                     |
| 19  | Pracujące kobiety                      | Les Femmes dans le monde            |
|     |                                        |                                     |
| 20  | Pracujące dzieci                       | Enfants au travail. Enfants soldats |
|     |                                        |                                     |
| 21  | Energia odnawialna                     | Energies : des solutions            |
|     |                                        |                                     |
| 22  | Dom i miasto                           | La maison et la ville               |
|     |                                        |                                     |
| 23  | Klimat (4): Zanieczyszczenie atmosfery | Climat, les solutions               |
|     |                                        |                                     |
| 24  | Zdrowie i edukacja                     | Santé, éducation                    |
|     |                                        |                                     |
| 25  | Nowoczesna technika                    | Technologies                        |
|     |                                        |                                     |
| 26  | Co nas czeka jutro?                    | Et demain?                          |
|     |                                        |                                     |